# Hälleströmmens kraftverk
Hälleströmmens kraftverk i Mackmyra, Valbo är Gavleåns andra kraftverk. Kraftverket byggdes 1960 av Mackmyra bruk och Storviks Kraft och ersatte Mackmyras gamla kraftverk (där Mackmyra Svensk Whisky i dag huserar). År 1972 övergick kraftverket i Gävle Energis ägo sedan företaget köpt Storvik Krafts elproduktion och -distribution.
Kraftverkets damm, populärt kallad Engesån, har, förutom själva kraftverket, ytterligare två dammar över åns tidigare huvudfåror, Hälleströmmen runt ön Hälleholmen, cirka 300 respektive cirka 600 meter norr om kraftverket. Från kraftverket leds vattnet i stället i en cirka 600 m lång grävd kanal som ansluter till Gavleån vid Mackmyra brukspark, strax nedströms gamla kraftverket.
Engesån har en liten småbåtshamn och är ett populärt fiskeställe.